# Helgi Ólafsson (filolog)
Helgi Ólafsson, född 1646, död 1707, var en isländsk språklärd. Han var bror till Guðmundur Ólafsson.
Helgi Ólafsson, som var kyrkoherde på Island, verkställde vintern 1682-1683 samt 1684 och 1685 i Stockholm för Antikvitetskollegiets räkning avskrifter av eddorna och en mängd isländska sagor. Dessa avskrifter, som förvaras i Kungliga biblioteket, vittnar inte i samma grad som broderns om noggrannhet och kritiskt omdöme.